# Logistic execution system
Een Logistic execution system is een computersysteem dat in de logistiek de directe uitvoering van de logistiek aanstuurt. Hieronder vallen warehouse management systems en orderverzamelsystemen. 
De systemen worden onderscheiden in de registrerende systemen en regisserende systemen. Bij registrerende systemen kiest de gebruiker zelf het uit te voeren werk, voer het uit en laat het systeem dat registreren. Bij regisserende systemen wordt de werkuitvoering in geoptimaliseerde vorm aangeboden, en voert de gebruiker precies het werk uit dat door het systeem wordt opgedragen. Regisserende systemen zijn daarmee wezenlijk complexer dan registrerende, maar tevens minder flexibel.
Logistic execution systems zijn verwant aan logistic planning systems, waarbij deze echter gespecialiseerd is in de planning maar niet de uitvoering van het logistieke proces.